# Rainer Seifert
Pour les articles homonymes, voir Seifert.
Rainer Seifert, né le 10 décembre 1947 à Wiesbaden, est un joueur de hockey sur gazon ouest-allemand.

## Carrière
Rainer Seifert fait partie de l'équipe d'Allemagne de l'Ouest sacrée championne olympique en 1972 à Munich. Médaillé de bronze en Coupe du monde en 1973 et 1975, il est ensuite sacré champion d'Europe en 1978.
Il compte 122 sélections en équipe nationale de 1969 à 1980.